# 卡哈尔·马赫卡莫夫
卡哈尔·马赫卡莫维奇·马赫卡莫夫（俄语：Кахар Махкамович Махкамов；1932年4月16日—2016年6月8日），塔吉克族，苏联党和国家领导人、塔吉克斯坦政治家。曾任塔共中央第一书记，塔吉克苏维埃社会主义共和国部长会议主席、最高苏维埃主席，塔吉克斯坦第一任总统。

## 生平
- 1932年4月16日出生于塔吉克苏维埃社会主义共和国列宁纳巴德市北部的一户工人家庭。
- 1950年，毕业于杜尚别工业技术学院。
- 1950年-1953年，列宁格勒矿业学院（现圣彼得堡国立矿业大学）学习，获得工学学士学位。
- 1953年-1957年，舒拉布的Tajikugol矿井工作，后来担任该公司的首席工程师助理，运营部主管，总工程师，最后成为矿山主管。1957年加入苏联共产党。
- 1957年-1961年，塔吉克信托基金会舒拉布矿业管理局经理。
- 1961年-1963年，列宁纳巴德市市长。
- 1963年-1982年，塔吉克苏维埃社会主义共和国国家计划委员会主席，塔共中央委员。
- 1965年-1982年，兼任塔吉克斯坦苏维埃社会主义共和国部长会议副主席，塔共中央委员。
- 1982年-1986年，塔吉克斯坦苏维埃社会主义共和国部长会议主席，塔共中央委员。
- 198512月年-1991年9月，塔共中央第一书记。任职期间支持戈尔巴乔夫的“改革重组”。
- 1990年4月-1990年11月，塔吉克苏维埃社会主义共和国最高苏维埃主席。
- 1990年11月-1991年8月，塔吉克苏维埃社会主义共和国总统。紧急状态委员会失败后，反对派组织了多次集会，要求马赫卡莫夫辞职，因为他支持紧急状态委员会；共产党解散和废除禁止伊斯兰复兴党的法律。 1991年8月31日，在塔吉克斯坦苏维埃社会主义共和国最高苏维埃特别会议上，代表们对马赫卡莫夫表示不信任，他辞去了塔吉克斯坦苏维埃社会主义共和国总统的职务。
- 2000年-2016年，塔吉克斯坦议会上院终身议员。欧亚经济共同体塔吉克斯坦代表和经济政策委员会主席。
- 2016年6月8日于杜尚别逝世，享年84岁。

马赫卡莫夫是苏共27-28大代表，第27-28届中央委员，第28届中央政治局委员；第11届苏联最高苏维埃联盟院代表，苏联人民代表，第5-11届塔吉克苏维埃社会主义共和国最高苏维埃代表。

## 荣誉
- 四次劳动红旗勋章
- 塔吉克斯坦荣誉工程师